# Carlos de Gurrea
Carlos de Gurrea Aragón y Borja, duc de Villahermosa (1634-14 avril 1692) est un noble espagnol.
Il fut gouverneur des Pays-Bas espagnols de 1675 à 1677.
Il devint chevalier de l'Ordre de la Toison d'or en 1678 et fut nommé vice-roi de Catalogne de 1688 à 1690.